# Врли нови свијет
Врли нови свијет (енгл. Brave New World) је дистопијски роман Олдуса Хакслија написан 1931, а објављен 1932. године. Радња се одвија у Лондону 2540. године (632. године Фордове ере, по роману). Роман предвиђа развој репродуктивне технологије и учења у сну који у споју доводе до стварања новог друштва. Друштво будућности је отјелотворење идеала који чине основу футуризма. Хаксли је као одговор на ову књигу написао и есеј, Brave New World Revisited (1958) и своје завршно дјело, роман под насловом Острво 1962. године. Врли нови свијет се често упоређује као инверзни пандан роману Хиљаду деветсто осамдесет четврта Џорџа Орвела.

## Радња
Роман почиње у Лондону, граду Светске државе, 632. године Фордове ере (односно 2540. године по грегоријанском календару). У овом друштву грађани се производе у вештачким материцама и од детињства пролазе кроз програме индоктринације, како би били сврстани у унапред одређене класе (или касте) засноване на интелигенцији и раду. Ленинa Краун, радница у инкубаторском одељењу, популарна је и сексуално пожељна, али Бернард Маркс, психолог, није. Он је растом нижи у односу на просечног припадника своје високе касте, што му изазива комплекс инфериорности. Његов рад са техником учења у сну омогућава му да разуме, али и осуди методе којима друштво одржава своје грађане мирнима, укључујући и сталну конзумацију смирујућег лека који изазива срећу, познатог као „сома”. Игноришући последице, Бернард гласно и арогантно износи своје критике, због чега његов претпостављени разматра могућност да га због неконформизма премести на Исланд. Његов једини пријатељ је Хелмхолц Вотсон, талентовани писац који осећа да у овом безболном друштву не може да користи свој дар на креативан начин.
Бернард са Ленином одлази на одмор изван Светске државе, у Резерват дивљака у Новом Мексику, где први пут сведоче природном рађању, болестима, процесу старења, другим језицима и религиозном начину живота. Култура становника Резервата подсећа на савремене староседелачке америчке народе тог региона, потомке Анасазија, укључујући Пуебло народе Хопи и Зуни. Бернард и Ленинa присуствују насилном јавном ритуалу, након чега упознају Линду, жену која је пореклом из Светске државе, али сада живи у Резервату са својим сином Џоном, који је одрастао у овом окружењу. Линда је некада давно дошла у Резерват на одмор, али се раздвојила од групе и остала заробљена. У међувремену је затруднела са својим сапутником (који се испоставља као Бернардов претпостављени, Директор Центра за инкубаторску производњу и систематску обраду). Она није ни покушала да се врати у Светску државу јер се стидела своје трудноће. Џон, иако је читав живот провео у Резервату, никада није био прихваћен од стране мештана, па су и њему и Линди животи били тешки и непријатни. Линда је научила Џона да чита, али само из једине књиге коју је имала — научног приручника. Једину другу књигу коју је Џон нашао донео му је саплеменик Попе: комплетна дела Вилијама Шекспира. Одбачен од стране села, Џон своје емоције уме да изрази само кроз Шекспирове речи, често цитирајући Буру, Краља Лира, Отела, Ромеа и Јулију и Хамлета. Линда сада жели да се врати у Лондон, а Џон такође жели да види тај „врли нови свет” о којем му је мајка толико причала. Бернард у томе види прилику да осујети свој премештај и добија дозволу да поведе Линду и Џона са собом. По повратку у Лондон, Џон се сусреће са Директором и назива га својим „оцем”, што изазива смех присутних. Осрамоћен, Директор подноси оставку пре него што стигне да премести Бернарда.
Бернард, сада као „чувар” Џона, „дивљака” који постаје славна личност, добија пажњу од највиших кругова друштва и ужива у популарности коју је некада презирао. Његов тренутни статус је, међутим, кратког века, јер постаје љубоморан када схвати да се Џон заиста зближава само са Хелмхолцом, који га разуме на интелектуалном нивоу. Линда, коју сматрају ружном и бескорисном, све време проводи користећи сому, док Џон одбија да присуствује друштвеним догађајима које Бернард организује, згранут празнином тог света. Ленинa и Џон осећају међусобну физичку привлачност, али Џонове идеје о љубави и удварању, засноване на Шекспировим делима, у потпуности су неспојиве са Ленининим слободоумним ставом о сексу. Она покушава да га заведе, али он је напада, након чега сазнаје да му је мајка на самрти. Џон жури у болницу, изазивајући скандал јер то није „исправан” однос према смрти. Деца која су тамо доведена ради „навикавања на смрт” понашају се на начин који Џон доживљава као непоштовање, због чега једног од њих физички напада. Потом покушава да прекине поделу соме нижим кастама, тврдећи да их ослобађа. Настали метеж угушен је када полиција распршује испарења соме, а Хелмхолц и Бернард су ухапшени.
Бернард, Хелмхолц и Џон доведени су пред Мустафу Монда, „Светског управљача за западну Европу”, који саопштава Бернарду и Хелмхолцу да ће бити премештени на острва због асоцијалног понашања. Бернард моли за још једну шансу, али Хелмхолц поздравља прилику да постане прави индивидуалац и сам бира Фолкландска Острва, верујући да ће га њихово хладно време инспирисати за писање. Монд му говори да је прогон заправо награда – пошто су острва пуна најзанимљивијих људи који се нису уклопили у модел Светске државе. Џон одбија Мондову рационализацију система касти и социјалне контроле, тврдећи да захтева „право да буде несрећан”. Он жели да буде протеран, али Монд одбија, желећи да види шта ће се даље десити са њим.
Обеспокојен, Џон се повлачи у напуштени светионик на брду, близу села Патенам, где намерава да живи у аскетизму и да се очисти од цивилизације, практикујући самобичевање. То привлачи пажњу новинара и знатижељника. Након што се јавност засити приче, документарни снимак његовог бичевања постаје сензација и изазива нови талас интересовања. Међу гомилом из хеликоптера излази жена, за коју је наговештено да је Ленинa. Џон, у налету беса, бичује и њу и себе, што разгорева масу и доводи до сумануте, сомом подстакнуте оргије.
Када нова гомила радозналаца и новинара стигне хеликоптерима да га виде, затичу Џоново беживотно тело – обесио се.

## Ликови

### Редослиједом појављивања
- Томас „Томи“, алфа, Директор „Центра за инкубаторску производњу и систематску обраду“ за Лондон; касније откривен као отац Џона Дивљака.
- Хенри Фостер, алфа, Администратор у Центру и Ленинин партнер.
- Ленина Краун, бета-плус, носи зелено али јој је свеједно драго што је изнад гама; Радница на вакцинацији у Центру; у њу је заљубљен Џон Дивљак.
- Мустафа Монд, алфа-двоструко плус, Свјетски управљач за западну Европу (постоји још 9 управљача, за разне дијелове свијета).
- Помоћник директора одсјека за предоређивање.
- Бернард Маркс, алфа-плус, психолог (специјалиста за хипнопедију).
- Фани Краун, бета, радница на флаширању ембриона; Ленинина пријатељица.
- Бенито Хувер, алфа, Ленинин пријатељ; Бернард га није волио.
- Хелмхолц Вотсон, алфа-плус, предавач у Вишој школи за емоционалну технологију (Одсјек за писање текстова), пријатељ Бернарда Маркса и Џона Дивљака.

На Миси солидарности
- Моргана Ротшилд, Херберт Бакунин, Фифи Бредло, Џим Бокановски, Клара Детердинг, Џоана Дизел, Сароџини Енгелс, и „онај грмаљ“ Том Кавагучи.
- Госпођица Кит, управитељица високотехнолошког колеџа у Итону.
- Архипојац, квази-религијска личност са сједиштем у Кентерберију.
- Примо Мелон, извјештач за Радио-новости за више касте, који покуша да добије интервју од Џона Дивљака и кога Џон нападне због ометања.
- Дарвин Бонапарте, папарацо који извјештава свијет о Џоновом пустињаштву.

У Малпаису
- Џон Дивљак („Господин Дивљак“), син Линде и Томаса (Томија, Директора), странац и у примитивном и у цивилизованом друштву.
- Линда, бета-минус. Мајка Џона Дивљака, а давно нестала дјевојка Томасова (Томијева, Директорова). Она је из Енглеске и била је трудна носећи Џима када се одвојила и изгубила од Томаса на једном путу у Нови Мексико. Не воле је дивљаци због њеног „цивилизованог“ понашања, а ни цивилизовани људи јер је дебела и изгледа стара.
- Попе, домородац из Малпаиса. Иако подстиче Линдино понашање због ког је дивљаци мрзе у Малпаису он, спава са њом и доноси јој мескал, свеједно се држи традиционалних вјеровања свог племена. Џон је као младић покушао да га убије.

### Позадински ликови
Они су измишљени ликови или стварни ликови који су умрли прије догађаја из романа, али се помињу у њему:
- Хенри Форд, који је постао месијанска фигура за Свјетску државу. Израз „Господ Форд“ се користи умјесто „Господ Бог“, као почаст за изум серијске траке.
- Зигмунд Фројд, израз „Господ Фројд“ се понекад користи умјесто „Господ Форд“ као асоцијација на Фројдову психоанализу и одгој људи, и Фројдову популаризацију схватања да је сексуална активност од суштинског значаја за човјекову срећу. Становници Свјетске државе вјерују да су Фројд и Форд једна те иста особа.
- Х. Џ. Велс, „Др Велс“, британски писац и утопијски социјалиста чија књига „Men Like Gods“ је била један од подстицаја за „Врли нови свијет“.
- Иван Петрович Павлов, чије технике условљеног рефлекса се користе за одгајање дјеце.
- Вилијам Шекспир, чија забрањена дјела Џон Довљак цитира у роману. Цитирани комади укључују Магбета, Буру, Ромеа и Јулију, Хамлета, Краља Лира, Мјеру за мјеру и Отела. Мустафа Монд их такође познаје јер он, као свјетски управљач, има приступ одређеним историјским књигама, као што је Библија.
- Томас Роберт Малтус, чијим именом се описују контрацептивне технике (Малтусов опасач) које примјењују жене у Свјетској држави.
- Рубен Рабинович, лик код ког је први пут забиљежено дејство хипнопедије (учења у сну).

### Извори имена
Ограничени избор имена која Свјетска држава додјељује својим грађанима одгојеним из флаша може да се повеже са особама из политике и културе који су имали утицаја у бирократији, привреди и технологији Хакслијевог доба, а тиме и системима из Врлог новог свијета:
- Бернард Маркс, по Клоду Бернару (или можда по Бернару од Клервоза или по Бернарду Шоу) и по Карлу Марксу.
- Ленина Краун, по Лењину, бољшевичком вођи током Октобарске револуције.
- Фани Краун, по Дори Каплан, познатој по неуспјешном атентату на Лењина. У роману су, иронично, Ленина и Фани пријатељице.
- Поли Троцки, мање значајан лик. По Лаву Троцком, вођи октобарске револуције.
- Бенито Хувер, по Бениту Мусолинију, италијанском диктатору; и по Херберту Хуверу, тадашњем предсједнику САД.
- Хелмхолц Вотсон, по њемачком љекару и физичару Херману фон Хелмхолцу и по америчком бихевиористи Џону Б. Вотсону.
- Дарвин Бонапарте, по Наполеону Бонапарти, вођи првог француског царства, и по Чарлсу Дарвину, аутору Поријекла врста.
- Херберт Бакуњин, по Херберту Спенсеру, енглеском филозофу и дарвинисту друштва, и по Михаилу Бакуњину, руском филозофу и анархисти.
- Мустафа Монд, по Мустафи Кемалу Ататурку, оснивачу Турске након Првог свјетског рата, који је модернизовао земљу; а Монд по Брунер Монд, једном одјељењу Imperial Chemical Industries.
- Примо Мелон, по Мигелу Приму де Ривери, шпанском премијеру и диктатору (1923—1930), и по Томасу Мелону, банкару.
- Сароџини Енгелс, по Фридриху Енгелсу, ко-аутору Комунистичког манифеста (са Карлом Марксом); и по Сароџини Наидуу, индијком политичару.
- Моргана Ротшилд, по познатој европској банкарској породици Ротшилдових.
- Фифи Бредло, по британском политичком активисти и атеисти Чарлу Бредлоу.
- Џоана Дизел, по Рудолфу Дизелу, њемачком инжењеру проналазачу дизел-мотора.
- Клара Детердинг, по Хенрију Детердингу, једном од оснивача Холандске краљевске нафтне компаније.
- Том Кавагучи, по јапанском будистичком монаху Екаију Кавагучију, првом забиљеженом јапанском посјетиоцу Тибета и Непала.
- Жан-Жак Хабибула, по француском филозофу Жан-Жаку Русоу; и по Хабибула Кану, који је почетком 20. стољећа био афганистански емир.
- Госпођица Кит, управитељица колеџа у Итону, по управитељу Џону Киту из деветнаестог стољећа.
- Архипојац, пародија на архиепископа из Кантерберија и одлуку англиканске цркве из августа 1930. године којом се одобрава ограничена употреба контрацепције.
- Попе, по Попеу, америчком урођенику побуњенику који је оптужен за сукоб познат као Pueblo Revolt.

## Наслов
Врли нови свијет је најпознатији Хакслијев роман. Ироничан назив (Brave New World) је изведен из ријечи лика Миранде из Шекспировог дјела Бура, чин V, сцена I:
„О чуда!
Кол’ко је много красних бића овде!
Како је леп тај људски род! О врли нови свете,
који имаш баш такве људе!”
Исти израз се јавља и у енглеском преводу дјела Жерминал од Емила Золе (из 1885. године):
„Насмејао се свом ранијем идеализму, ђачкој визији врлог новог света у коме би владала правда и људи би били браћа.”
Новије и блискије помињање истог израза јавља се у пјесми The Gods of the Copybook Headings Радјарда Киплинга, из 1919. године:
"And that after this is accomplished, and the brave new world begins
"When all men are paid for existing and no man must pay for his sins ..."
Преводи назива романа на другим језицима такође понекад алудирају на сличне изразе кориштене у језику превода.

## Историја
Олдус Хаксли је написао Врли нови свијет 1931. године, док је још живио у Француској и Енглеској (Хаксли је британски писац који се 1937. године преселио у Калифорнију). До тог времена Хаксли се већ истакнуо као писац и сатиричар друштвених односа. Већ је писао је за часописе Vanity Fair и Vogue, објавио збирку поезије (The Burning Wheel, 1916. године) и четири успјешна сатирична романа: Crome Yellow 1921. године, Antic Hay 1923. године, Those Barren Leaves 1925. године и Контрапункт 1928. године. Врли нови свијет је Хакслијев пети романи прво дјело на тему дистопије.
На писање романа Врли нови свијет Хакслија је подстакнуо утопијски роман Х. Џ. Велса Men Like Gods. Велсов оптимистички поглед на свијет код Хакслија је створио замисао да напише пародију на тај роман, која је постала Врли нови свијет. Насупрот најпопуларнијим оптимистичким романима тог времена, Хаксли је хтио да пружи застрашујућу слику будућности. Хаксли је Врли нови свијет називао „негативном утопијом”. Неки сматрају да је роман Ми Јевгенија Замјатина (завршен десет година раније, 1921. године) такође имао утицаја на Хакслија, али Хаксли је изјавио да у то вријеме није био чуо за ту књигу.
Хаксли је посјетио тада новоотворена и технолошки напредна постројења Brunner and Mond која су била дио Imperial Chemical Industries и описао је до у појединости процесе које је тамо видио. Уводи у најновијим издањима романа Врли нови свијет наводе да је Хаксли за писање романа био надахнут посјетом тој фабрици.
Иако је радња романа постављена у будућност, он садржи проблеме и питања из раног 20. века. Индустријска револуција је управо доносила огромне промјене у свијету. Масовна производња је омогућила да аутомобили, телефони и радио-уређају буду јефтини и лако доступни у цијелом развијеном свијету. Октобарска револуција и Први свјетски рат су још увијек одјекивали свијетом. Многи ликови из романа су названи по људима који су утицали на промјене у свијету у том времену, као на примјер Бенито Хувер или Бернард Маркс.
Хаксли је у дешавањима и ликовима свог научно-фантастичног романа изразио нека општа размишљања, нарочито страх од губљења личног идентитета. Један његов ранији пут у Сједињене Америчке Државе је умногоме допринио роману. Осим што је био изненађен културом младалачке комерцијалне живости, сексуалног промискуитета и самосвојне нарави многих Американаца, Хаксли је на броду за Америку дошао до једне књиге Хенрија Форда. У Европи је постојао страх од америчког утицаја, тако да су поглед на Америку из прве руке и прочитане замисли и планови једног од њених најистакнутијих грађанина подстакли Хакслија да Врли нови свијет повеже са Америком. „Тактилоскоп” (feelies) је његов одговор на „биоскоп” (talkie), а жвакаћа гума са полним хормонима је пародија на свеприсутну жвакаћу гуму, која је била нека врста симбола Америке у то вријеме. У једном чланку од 4. маја 1935. године у новинама Illustrated London News, Џ. К. Честертон је објаснио да је Хакслија револтирало „доба утопија”, углавном пред Први свјетски рат, инспирисано дјелима Х. Џ. Велса и Џорџа Бернарда Шоа о социјализму и Свјетској држави.
„Након доба утопија наступило је оно што можемо да назовемо добом Америке, који је трајао колико и експлозија. За људе као што су Форд или Монд чинило се да их је превише да би ријешили друштвену загонетку и да би учинили капитализам општим добром. Али нама оно није било урођено; оно је ишло уз течан, ако не и бучан оптимизам, што наш нехајни или негативни оптимизам није. Много више него викторијанска правичност или чак викторијанска самосвојност, тај оптимизам је повукао људе у песимизам. Јер, рецесија је довела до много више разочарења него рат. Нова горчина и нова збуњеност су прожимале цјелокупан друштвени живот, а одражавале се се у цјелокупној књижевности и умјетности. Презирала је не само стари капитализам, већ и стари социјализам. Врли нови свијет је више револт против Утопије него против Викторије.”
За Врли нови свијет Хакслија су негативно оцијенили скоро сви оновремени критичари, мада је роман касније позитивније прихваћен. Чак су и они малобројни којима се свидио његов роман углавном ублажавали своје хвале омаловажавајућим примједбама.

## Фордизам и друштво
Свјетска држава је изграђена на начелима покретне производне траке Хенрија Форда — масовна производња, хомогеност, предвидивост и потрошња расположивих потрошачких добара. У исто вријеме, Свјетској држави недостаје било какав облик вјере засноване на натприродним појавама. Према самом Форду се односи као према божанству, а ликови славе Фордовдан и куну се у његово име (нпр, „Форда ми!”). У том смислу, присутни су неки дјелићи традиционалне вјере, као што су хришћански крстови, којима је горњи крак уклоњен како би били измијењени у слово Т. Календар Свјетске државе године броји као године Фордове ере, гдје је 1. година једнака 1908. години наше ере, што је година када је први Фордов модел аутомобила T изашао из производње. Према томе, година дешавања радње у роману је 2540. наше ере, јер се у књизи означава као 632. Ф. е.
Од рођења, члановима сваке касте се понављајућим снимљеним гласовима у току сна усађују одређена вјеровања и слогани. Било какво нерасположење које преостане лијечи се антидепресивом и халуциногеним средством које се назива сома (грчка ријеч за „тијело”).

## Контроверзе
- Књига је у Ирској забрањена 1932. године
- Године 1980. роман је повучен из школа у Милеру у Мисурију. Године 1993. био је покушај да се роман повуче из обавезне лектире школа у Калифорнији јер се „средишња радња романа бави негативном активношћу”.
- Удружење америчких библиотека роман Врли нови свијет ставља на 52. мјесто у списку књига које изазивају најопречније ставове.
- Неки пољски критичари сматрају да је Хакслијев роман плагијат два научно-фантастична романа из 1924. године − Miasto swiatlosci и Podroz poslubna pana Hamiltona, пољског аутора Мјечислава Смоларског.